# Alaçardırlı
Alaçardırlı är en ort i Azerbajdzjan.   Den ligger i distriktet Bərdə Rayonu, i den centrala delen av landet, 240 kilometer väster om huvudstaden Baku. Alaçardırlı ligger 91 meter över havet och antalet invånare är 1 379.
Terrängen runt Alaçardırlı är platt, och sluttar brant österut. Runt Alaçardırlı är det ganska tätbefolkat, med 129 invånare per kvadratkilometer.. Närmaste större samhälle är Barda, 2,4 kilometer nordost om Alaçardırlı.
Runt Alaçardırlı är det i huvudsak tätbebyggt.